# Juan Régulo Pérez
Juan Régulo Pérez (Garafía, La Palma, 30 de marzo de 1914 - La Laguna, Tenerife, 27 de enero de 1993) fue un profesor universitario español, uno de los principales editores de literatura en el idioma internacional esperanto.

## Biografía
Hijo de campesinos pobres, en 1934 comenzó a trabajar como maestro. Durante la guerra civil española fue encarcelado por simpatías republicanas, y se le impidió el ejercicio de la enseñanza formal. En 1945 fue autorizado a enseñar en la Universidad de La Laguna, aunque en un comienzo sin plaza oficial.
Régulo había aprendido esperanto en 1933 y había ya impartido cursos antes de la guerra. En 1945 comenzó a impartir cursos del idioma internacional en la Universidad, donde posteriormente se crearía la primera cátedra dedicada a esta lengua en una universidad española. 
En 1952 fundó la Editorial Stafeto, que inmediatamente se convirtió en una de las referencias fundamentales de la literatura en esperanto, por la calidad de las obras y la cuidada edición. Durante el siguiente cuarto de siglo editó obras literarias, principalmente de ficción, de autores de todas las partes del mundo.
Su segunda obra, La bapto de caro Vladimir (El bautizo del zar Vladimir) del poeta satírico checo Karel Havlíček Borovský, fue objeto de un grave incidente, ya que la dirección de la principal asociación esperantista de la época en España solicitó al editor la retirada de la obra, por miedo a que se viera en ella una sátira al régimen franquista. Régulo se negó, sin que se produjera el temido secuestro de la obra.
Tras su jubilación, la Universidad de La Laguna editó el libro conmemorativo "Serta gratulatoria in honorem Juan Régulo", una colección de contribuciones en castellano, esperanto y otros idiomas, por autores españoles e internacionales, sobre filología, antropología, historia y temas relacionados con la obra de Régulo.
En su vertiente docente, el Dr. Juan Régulo Pérez fue profesor en la Universidad de La Laguna de asignaturas relacionadas con su campo científico (Filología Latina y Románica). Impartió clases de latín vulgar, lengua y literatura latinas. En el departamento de la Facultad de Filosofía y Letras fue compañero de los doctores Juan Álvarez Delgado, Jacinto Alzola, Manuela Marrero y otros muchos profesores ya fallecidos. 
Régulo Pérez fue autor además de numerosas obras sobre geografía, antropología e historia de las Islas Canarias, y especialmente de su isla natal La Palma.